# Dream Evil (album)
Dream Evil to czwarty studyjny album metalowego zespołu Dio, wydany 21 lipca 1987 roku. W nagraniach wzięli udział byli członkowie grupy Rough Cutt, Craig Goldy i Claude Schnell.

## Lista utworów
1. "Night People" – 4:06
2. "Dream Evil" – 4:26
3. "Sunset Superman" – 5:45
4. "All the Fools Sailed Away" – 7:10
5. "Naked in the Rain" – 5:09
6. "Overlove" – 3:26
7. "I Could Have Been a Dreamer" – 4:42
8. "Faces in the Window" – 3:53
9. "When a Woman Cries" – 4:43

## Twórcy
- Ronnie James Dio - śpiew
- Craig Goldy – gitara
- Jimmy Bain – gitara basowa
- Claude Schnell – keyboard
- Vinny Appice – perkusja

gościnnie
- Mitchell Singing Boys – refren w utworze "All The Fools Sailed Away"